# Glenea octomaculata
Glenea octomaculata är en skalbaggsart som beskrevs av Aurivillius 1927. Glenea octomaculata ingår i släktet Glenea och familjen långhorningar. Inga underarter finns listade i Catalogue of Life.